# 馬些路·阿連德
馬些路·阿連德·布拉沃（西班牙語：Marcelo Iván Allende Bravo，1999年4月7日—），是一名智利職業足球員，現時效力智利足球乙級聯賽聖塔克魯茲體育會。司職進攻中場。

## 球會生涯
阿連德為科布雷罗阿的青訓球員。因於2015年國際足協U-17世界盃舉行時有好表現後，有數間球會希望收購他  ，最終智利足球乙級聯賽聖塔克魯茲體育會成功簽下他。
阿連德曾到英格蘭超級足球聯賽球隊阿仙奴進行兩星期的試訓。

## 國家隊生涯
阿連德曾入選智利 U17國家隊，並成為隊長。於2015年國際足協U-17世界盃代表智利 U17上陣，於4場比賽中攻入2球，成為隊中的神射手。

## 榮譽
- 德斑國際盃（Durban International Cup）：2016年

## 外部連結
- 馬些路·阿連德 （页面存档备份，存于）於FIFA官網上的資料
- 馬些路·阿連德 （页面存档备份，存于）於Ceroacero上的資料
- Soccerway資料庫：馬些路·阿連德